# برونو لورتسر
برونو لورتسر (به آلمانی: Bruno Loerzer) (۲۲ ژانویه ۱۸۹۱ – ۲۳ اوت ۱۹۶۰) نظامی بلندپایه و خلبان تک‌خال آلمانی در دوره رایش سوم بود که در جریان جنگ جهانی دوم یگان‌هایی را در لوفت‌وافه فرماندهی کرد.

## زندگی
برونو لورتسر سال ۱۸۹۱ به دنیا آمد. سال ۱۹۱۰ به عنوان افسر پیاده‌نظام به نیروی زمینی امپراتوری آلمان پیوست. با علاقه به پرواز، هنگام آغاز جنگ جهانی اول وارد دوره آموزش خلبانی در فرایبورگ شد. در این زمان با هرمان گورینگ بنیاد رفاقت ریخت. گفته می‌شود این دو جان یکدیگر را در جریان رزم هوایی نجات داده‌اند. لورتسر در پایان جنگ با ۴۴ پیروزی هوایی در رتبه هفتم برترین خلبانان تک‌خال آلمانی قرار داشت.
با ممنوعیت نیروی هوایی در آلمان، پس از جنگ در هوانوردی غیرنظامی مشغول به فعالیت شد. با حفظ ارتباط با گورینگ، به حزب ناسیونال سوسیالیست پیوست. لورتسر رئیس سپاه هوایی حزب (NSFK) بود و سال ۱۹۳۵ به لوفت‌وافه تازه‌تشکیل‌شده منتقل شد. لورتسر تا سال ۱۹۳۹ با درجه سپهبدی به فرماندهی سپاه ۲ هوایی رسید. در جریان جنگ جهانی دوم، سپاه او سال ۱۹۴۰ در نبرد فرانسه، عموماً در پشتیبانی از یگان زرهی هاینتس گودریان، مشارکت کرد. لورتسر اعتقاد زیادی به رزمایش‌های مشترک بین نیروی هوایی و نیروی زمینی داشت و مکرراً در در اتباط با عملیات ترکیبی با گودریان به بحث می‌پرداخت. می‌پنداشت هواگردهای او می‌بایست روز ۱۳ مه از گذر گودریان از رود موز پشتیبانی کنند اما ایوالت فون کلایست، مافوق گودریان، دستور به حملات گسترده هوایی به مواضع دشمن داد. به هر صورت لورتسر با ادعای دیر رسیدن این فرمان به او، طبق نظر خود عمل کرد. پس از تسلیم فرانسه، سپاه او در ناحیه پا-دو-کاله مستقر شد و ماموریت‌هایی را برفراز کانال مانش و جنوب انگلستان به انجام رساند. این یگان به منظور پوشش هوایی و پشتیبانی نزدیک هوایی از نیروها هنگام پیاده‌سازی در عملیات زی‌لووه، تهاجم به جزیره بریتانیا درنظر گرفته شده بود که در پی عدم حصول برتری هوایی هیچگاه عملی نشد.
تابستان سال ۱۹۴۱ لورتسر و یگانش در قالب ناوگان دوم هوایی لوفت‌وافه در تهاجم به شوروی حضور داشت. وظیفه او پشتیبانی از عملیات‌های زمینی گروه ارتش مرکز بود. به هر صورت ماه اکتبر به ایتالیا منتقل شد. با استقرار قرارگاه خود در مسینا در سیسیل، مأمور به باز نگه داشتن مسیر ارتباط دریایی با نیروهای آلمانی در شمال آفریقا بود. سال ۱۹۴۳ با تهاجم متفقین به سیسیل وادار به عقب‌نشینی به بدنه اصلی خاک ایتالیا شد و مابقی جنگ را در آن گذراند.